# ウスタイト
ウスタイト（英語名 Wüstite; 化学式Fe1-yO： yの値は非化学量論数で0.25＞y≧0）は、鉄の空格子を多量に含んだ結晶（不定比化合物）で、一般には酸化鉄（II）または酸化第一鉄とも呼ばれる（IUPAC命名法では酸化鉄）。yの値が完全に0になることは稀で、0.065という数字を板谷宏、Vallet＆Raccahらが得ている。

## 実験室的研究
板谷らは、マグネタイト（Fe3O4）の一酸化炭素（CO）-二酸化炭素（CO2）-窒素（N2）混合ガス系での還元法でyの値を得ているが、杉浦＆中野義夫らは、同様の実験を水素（H2）-水蒸気（H2O）混合ガス系で行い、y＝0.05という値を得ている。